# Gamma Pyxidis
Gamma Pyxidis (γ Pyx / HD 75691 / HR 3518) es una estrella situada en la constelación de la Brújula.
De magnitud aparente +4,03, es la tercera estrella más brillante de la constelación después de α Pyxidis y β Pyxidis.
Situada a 209 años luz del sistema solar, Gamma Pyxidis es una gigante naranja de tipo espectral K3III, comparable a ρ Bootis, α Scuti o α Tucanae.
No existe consenso en cuanto a su temperatura efectiva; dos estudios distintos estiman este parámetro en 4450 y 4270 K.
Unas 200 veces más luminosa que el Sol, gira lentamente sobre sí misma; la velocidad de rotación medida (vsini) es de sólo 2,2 km/s, aunque este valor es sólo un límite inferior.
Gamma Pyxidis tiene un radio 22 veces más grande que el radio solar, cifra obtenida a partir de la medida su diámetro angular corregida por el oscurecimiento de limbo, 3,17 ± 0,04 milisegundos de arco.
Su metalicidad —abundancia relativa de elementos más pesados que el helio— es algo menor que la solar ([Fe/H] = -0,05).